# Ludovic Lambermont
Ludovic Lambermont (18 juli 1994) is een Belgisch basketballer.

## Carrière
Lambermont speelde in de jeugd van Royal Union Bellaire, Atlas Jupille en BC Vaillante Jupille. Hij maakte zijn profdebuut voor RBC Pepinster waar hij vijf jaar bleef basketballen. Hij zette een in 2015 stap terug naar de tweede klasse en ging spelen voor BC Ninane, twee jaar later maakte hij de overstap naar Melco Ieper. Met Ieper won hij in 2018 de Beker van Vlaanderen. In 2019 kreeg hij opnieuw een kans op het hoogste niveau bij Liège Basket, in 2020 verlengde hij zijn contract met twee jaar. In het seizoen 2022/23 speelde hij niet als prof maar trainde wel mee met Brussels Basketball.
Na zijn revalidatie van een kruisbandblessure ging hij spelen voor BC Sprimont.

## Erelijst
- Beker van Vlaanderen: 2018